# Ha-Miflaga ha-Le’ummit ha-Arawit
Ha-Miflaga ha-Le’ummit ha-Arawit (המפלגה הלאומית הערבית, Ha-Miflāgāh ha-Le’ūmīt ha-‘Aravīt) (pl. Arabska Partia Narodowa) – izraelska prawicowa partia polityczna reprezentująca Arabów. Liderem partii jest Muhammad Kanan.

## linki zewnętrzne
- Arab National Party Knesset website